# Fischertukan
Der Fischertukan (Ramphastos sulfuratus), auch Regenbogentukan genannt, ist eine im tropischen Mittel- und Südamerika lebende Vogelart aus der Familie der Tukane. Es werden zwei Unterarten unterschieden. Der Fischertukan gehört zu den am besten erforschten Tukanarten, bereits 1929 führte der Ornithologe Josselyn van Tyne ausführliche Freilandstudien an dieser Art durch. Sie wird wegen ihrer Größe und Farbenpracht verhältnismäßig häufig in Zoologischen Gärten und Vogelparks gehalten. Die Welt-Erstzucht erfolgte 1974 im Zoo von Houston, die europäische Erstzucht gelang 1983 dem Wuppertaler Zoo.
Die Bestandssituation des Fischertukans wurde 2016 in der Roten Liste gefährdeter Arten der IUCN als „Least Concern (LC)“ = „nicht gefährdet“ eingestuft und der weltweite Bestand wurde auf 50.000 bis 500.000 geschlechtsreife Individuen geschätzt.

## Merkmale
Der auffällige, bunte Schnabel ist lang und gebogen.

### Maße und Gewicht
Der Fischertukan erreicht eine Kopf-Rumpflänge von 45 bis 50 Zentimetern. Die Männchen wiegen zwischen 362 und 550 Gramm. Das Gewicht der Weibchen variiert zwischen 275 und 484 Gramm. Männchen der Nominatform haben durchschnittlich eine Schnabellänge von 15,45 und die Weibchen von 13,47 Zentimetern. Bei der Unterart Ramphastos sulfuratus brevicarinatus ist der Schnabel etwas kleiner. Bei Männchen hat er eine durchschnittliche Länge von 13,53 und bei Weibchen von 11,67 Zentimetern.

### Erscheinungsbild

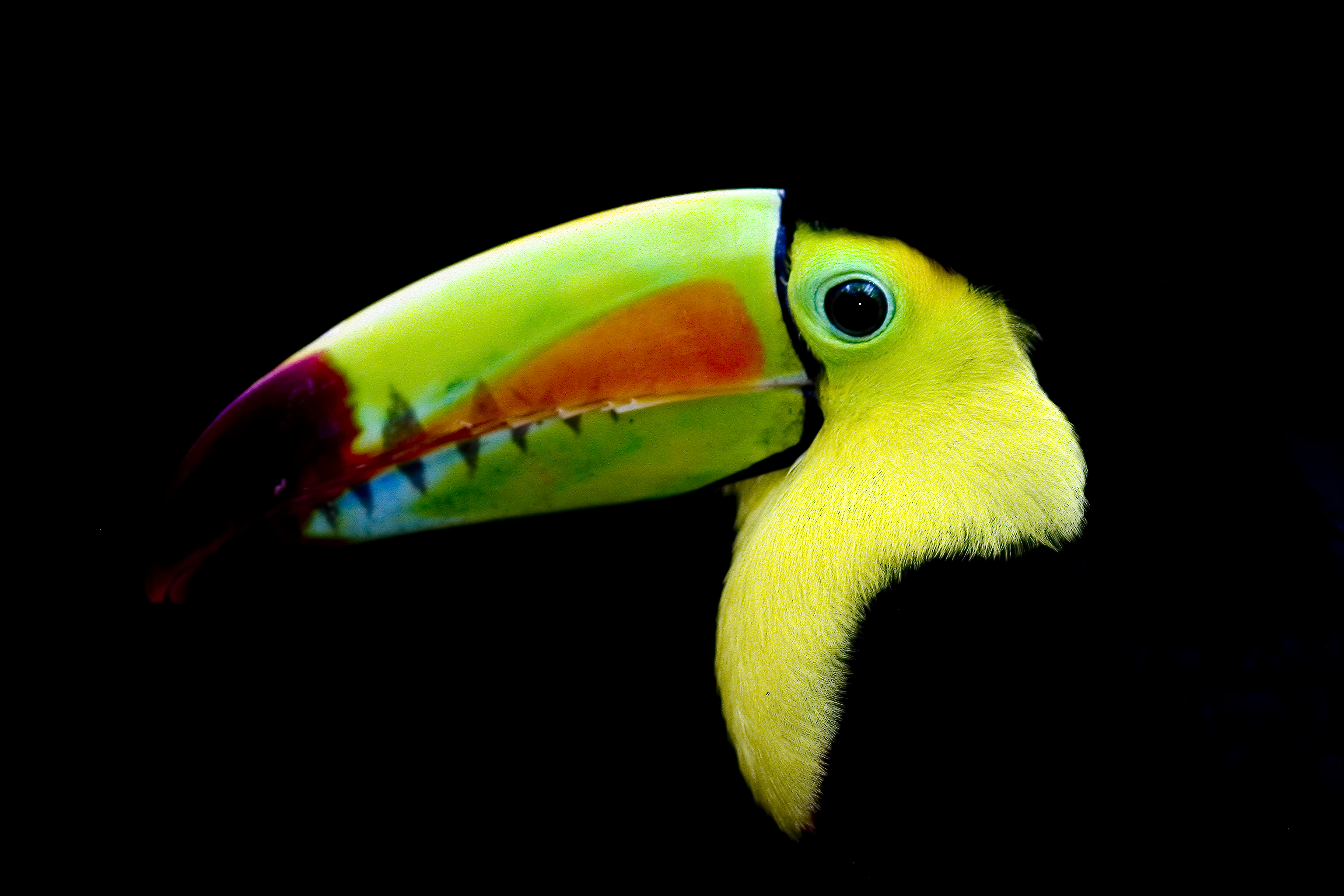
Fischertukan, Kopfstudie

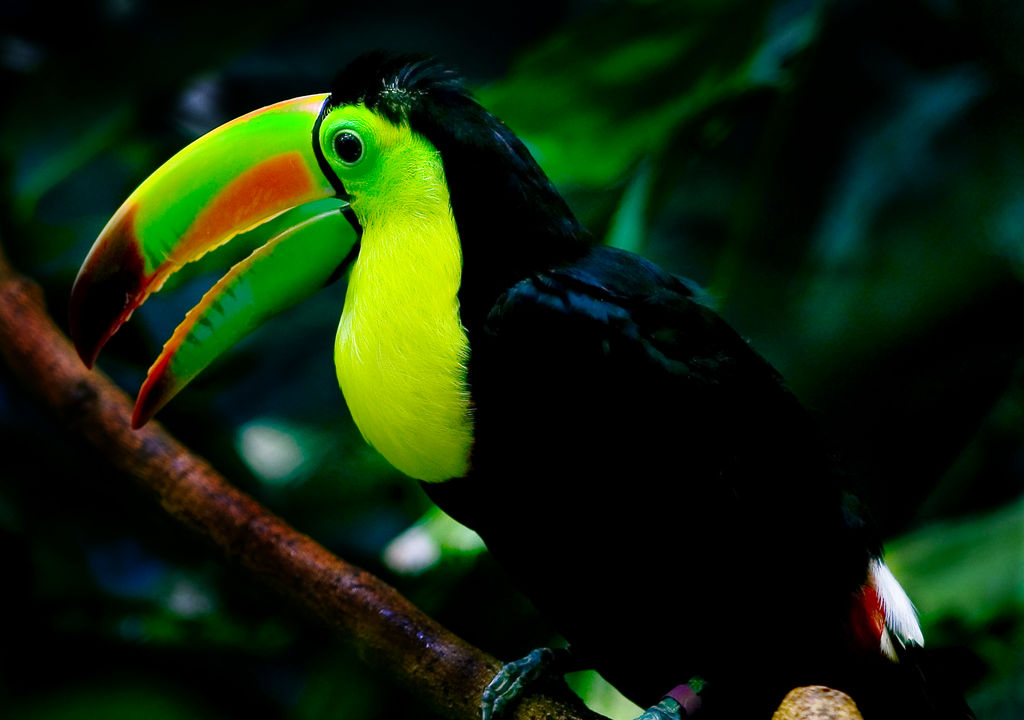
Fischertukan

Adulte Vögel haben eine glänzend blauschwarze Körperoberseite, lediglich die Federn von der Stirn bis zum oberen Rücken haben eine rotbraune Spitze. Die Oberschwanzdecken sind weiß und bei einigen Individuen gelb überwaschen. Die Ohrdecken, die Region zwischen Schnabelbasis und Auge, das Kinn und die Kehle sind gelb. Bei den meisten Individuen setzt ein schmales rotes Band die gelbe Brust von der übrigen Körperunterseite ab. Die übrige Brust, die Körperseiten, die Flanken und der Bauch sind schwarzblau. Die Unterschwanzdecken sind leuchtend rot. Die Flügel sind gleichfalls blauschwarz, lediglich die äußeren Schwungfedern sind bräunlich. 
Die unbefiederte Gesichtshaut ist individuell unterschiedlich gefärbt. Bei einigen Vögeln ist sie leuchtend gelb mit kleinen grünlichen Flecken zwischen dem Auge und der Schnabelbasis, grünlich um die Augen und dann in Gelb übergehend, grünlich-gelb mit einem dunkleren Ton um das Auge, blassgrün mit einem bläulichen Ring um das Auge, orange mit einem grünlichen Ring um das Auge oder blassgrün mit einem gelblichen Augenring. Die Füße und Beine sind leuchtend blau, mattblau, blaugrau oder matt grünlich. 
Der Schnabel ist verhältnismäßig schmal und hoch und der Oberschnabel ist gebogen. Die Schnabelfarbe ist individuell leicht verschieden. Die Grundfarbe des Oberschnabels ist ein helles Erbsengrün, der konvexe Schnabelrücken (Culmen) ist gelb. Auf der Schnabelseite befindet sich ein großer, tortenstückförmiger bis ovaler, oranger Fleck. Sowohl an der Schnabelbasis als auch an den Seiten des orangefarbenen Schnabelflecks ist der Oberschnabel stellenweise blassblau. Die Schnabelspitze ist violettbraun. Der Unterschnabel ist überwiegend erbsengrün mit einer kleinen, violettbraunen Spitze. Vor der Schnabelspitze geht das Erbsengrün in Blassblau über. 
Jungvögel ähneln den adulten Fischertukanen, jedoch ist ihr Gefieder insgesamt etwas matter gefärbt, das Schwarz hat einen Rußton. Der Schnabel ist etwas kürzer und zunächst blass grünlichgelb mit einer orangeroten Schnabelspitze.

### Verwechslungsmöglichkeiten
Der Fischertukan ist auf Grund seiner Schnabelfärbung sehr einfach als Ramphastos-Art zu identifizieren. Sein Verbreitungsgebiet überlappt sich mit dem des etwas größeren Goldkehltukans, der zur selben Gattung gehört. Dieser hat jedoch eine andere Schnabelfärbung. Die krächzenden krek-Rufe des Fischertukans unterscheiden sich außerdem deutlich von den mehr miauenden Rufen des Goldkehltukans.

## Stimme
Die Stimme des Fischertukans wirkt auf den Menschen wenig melodiös. Sie wird häufig mit dem Quaken eines Frosches verglichen und mit quenky quenky quok quok quok lautmalerisch umschrieben. Eine zweite Lautäußerung erinnert an Kastagnetten, diese wird aber nicht durch ein mechanisches Schnabelklappern erzeugt, sondern ist eine stimmliche Lautäußerung.

## Vorkommen
Das Verbreitungsgebiet des Fischertukans erstreckt sich vom südlichen Mexiko bis Kolumbien und Venezuela. In Mexiko ist er überwiegend auf die Bundesstaaten Veracruz und Yucatán begrenzt. Er kommt außerdem in Belize, dem Norden Guatemalas, dem Norden und Osten Honduras, im Osten von Costa Rica und Panama vor. In Kolumbien brütet er überwiegend in einem Gebiet, das an die Grenze zu Panama angrenzt. Hier überlappt sich sein Verbreitungsgebiet teilweise mit dem des Küstentukans. In Magdalena wird der Fischertukan durch den Dottertukan ersetzt. In Venezuela ist die Zahl der Fischertukane auf Grund der Abholzung von Wäldern rückläufig, aber er ist dort noch häufig, wo ausreichend Waldbestand vorhanden ist.
Die Höhenverbreitung des Fischertukans reicht in Mexiko vom Meeresniveau bis in Höhenlagen von 1400 Metern. In Honduras kommt er bis 1260 Meter vor, in Kolumbien ist er stellenweise noch in Höhenlagen von 1600 Metern anzutreffen, während er im Westen Venezuelas selten in Lagen über 600 Höhenmetern vorkommt.

## Lebensraum

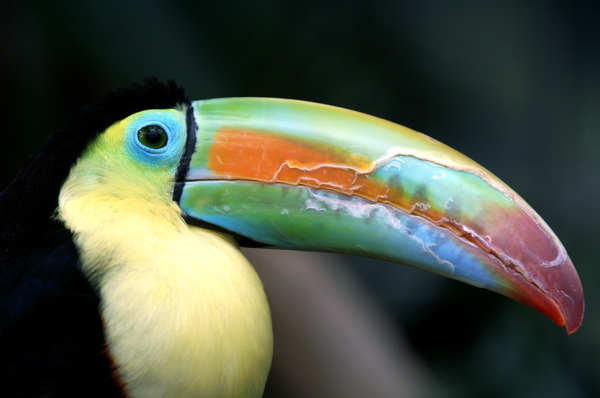
Porträt

Der Fischertukan kommt in feuchten, tropischen Regenwäldern der Tiefebenen vor, vereinzelt erstreckt sich sein Lebensraum aber auch auf feuchte, subtropische Bergwälder, beispielsweise in Costa Rica. Er hält sich bevorzugt an Waldrändern auf und nutzt als Lebensraum auch den Randbereich von Kahlschlägen sowie Kaffee- und Kakaoplantagen. In trockeneren Regionen kommt er in den Waldgebieten entlang von Flussläufen vor. Einzelne fruchttragende Bäume werden von ihm noch dann aufgesucht, wenn sie mehrere hundert Meter vom Waldrand entfernt sind. Als Nistbaum nutzt er auch isoliert auf Wiesen stehende Bäume. Gewöhnlich hält er sich in den Baumwipfeln auf, besucht während der Nahrungssuche aber auch niedrige, früchtetragende Sträucher. Auf den Boden kommt er nur sehr selten. 

## Nahrung und Nahrungserwerb
Der Fischertukan lebt paarweise oder in kleinen Trupps. Diese umfassen gewöhnlich sechs bis acht Vögel, gelegentlich aber auch zwölf und vereinzelt wurden bis zu 22 Individuen beobachtet. Manchmal sind sie mit Küstentukanen vergesellschaftet; Halsbandarassaris folgen bisweilen Trupps von Fischertukanen. Sie fressen die Samen und Früchte verschiedener Baumarten, beispielsweise Iriartea exorrhiza, verschiedenen Ficus-Arten, Muskatnuss- und Spindelbaumgewächsen. Wo sie zur Verfügung stehen, werden Bananen gerne gefressen. Früchte werden in der Regel im Ganzen verschluckt. Von 24 untersuchten Mageninhalten enthielten 19 ausschließlich Früchte und fünf außerdem tierische Nahrung. Darunter befanden sich Heuschrecken, Spinnen, Ameisen, eine Schlange und eine Eidechse.

## Fortpflanzung

Fischertukan

Fischertukane höhlen ihren Nistbaum nicht selber aus. Da sie für die meisten Spechthöhlen zu groß sind, nutzen sie natürliche Baumhöhlen, meist verrottete Astlöcher. Die Tukane bevorzugen dabei solche mit einem schmalen Eingang; es wurden bereits Bruthöhlen festgestellt, deren Eingang nicht höher als sechs Zentimeter war. Die Nisthöhlen liegen zwischen 2,7 und 27,0 Meter über dem Erdboden. Sie werden über mehrere Fortpflanzungsperioden genutzt, falls sie darin erfolgreich gebrütet haben. In der Regel bedecken hochgewürgte Samen den Boden der Nesthöhle.  
Die Fortpflanzungszeit fällt in den Zeitraum Januar bis Mai. Zum Balzverhalten gehört das Verfüttern von Beeren und anderen Früchten an den Partnervogel. Das Gelege besteht aus einem bis vier Eiern. Die Eier werden im Abstand von einem Tag gelegt. Sie haben eine weiße Schalenfarbe und wiegen zwischen 17,4 und 18,0 Gramm. Die Brut beginnt mit der Ablage des letzten Eis. Die Dauer der Brutzeit ist nicht bekannt. Die Nestlinge werden von beiden Elternvögeln mit Früchten und Insekten gefüttert. Die Nestlinge sind die ersten 14 Tage nackt und in einem Alter von etwa 37 Tagen voll befiedert. Sie werden im Alter von 45 bis 47 Tagen flügge.

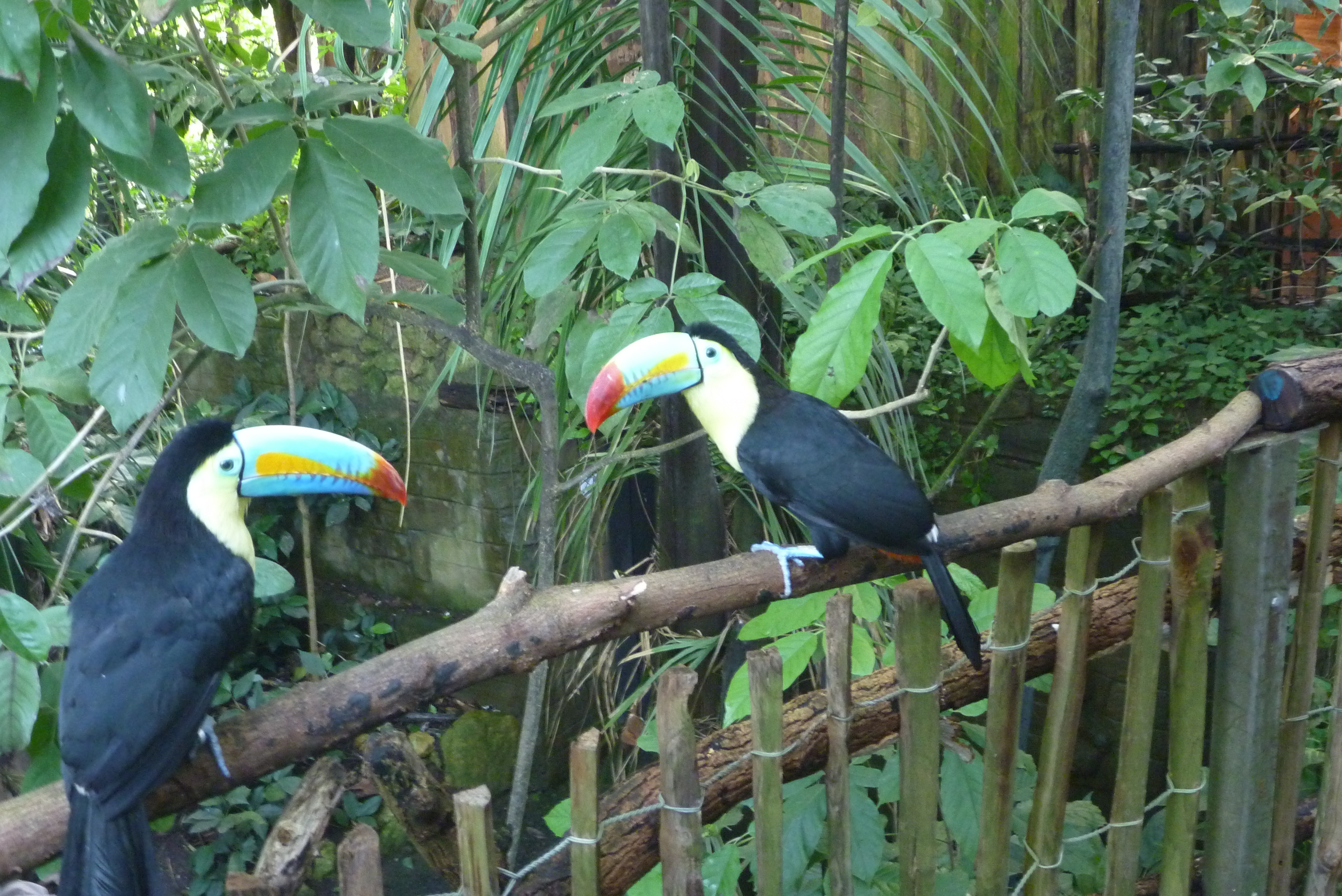
Zwei Fischertukane im Papiliorama in Kerzers.

## Feinde
In Yucatán zählt der Tyrannenadler zu den wichtigsten Prädatoren des Fischertukans. Auch der Prachtadler und ähnliche waldbewohnende Habichtartige schlagen diese Tukanart. Im Yucatángebiet hat man einen Kappenwaldfalken beobachtet, der sich auf die Jagd auf Fischertukane spezialisiert hatte und innerhalb von zehn Wochen 27 Individuen erbeutete.
Der Fischertukan wird außerdem nach wie vor für den menschlichen Verzehr gejagt. 

## Unterarten
Es werden zwei Unterarten unterschieden:
- Die Nominatform Ramphastos sulfuratus sulfuratus (Lesson), 1830 kommt von Ostsüdost-Mexiko südwärts bis Belize und den Norden Guatemalas vor.
- Die Unterart Ramphastos sulfuratus brevicarinatus (Gould), 1854 unterscheidet sich von der Nominatform durch das etwas breitere rote Brustband sowie einen etwas kürzeren Schnabel. Das Verbreitungsgebiet erstreckt sich vom Südosten Guatemalas und Panama bis in den Norden Kolumbiens und den Nordwesten Venezuelas.[12]

## Belege

### Einzelbelege
1. ↑   Lantermann, S. 184
2. ↑   Lantermann, S. 186
3. ↑  
Ramphastos sulfuratus in der Roten Liste gefährdeter Arten der IUCN 2016. Eingestellt von: BirdLife International, 2016. Abgerufen am 29. Januar 2018.
4. ↑  Factsheet auf BirdLife International
5. ↑   Lantermann, S. 182
6. ↑   Short et al., S. 407
7. ↑   Short et al., S. 407 und S. 408
8. ↑   Lantermann, S. 186
9. 1 2   Short et al., S. 408
10. 1 2 3   Short et al., S. 409
11. ↑   Short, S. 410
12. ↑   Lantermann, S. 182 und S. 183